# Interakcja człowiek–komputer

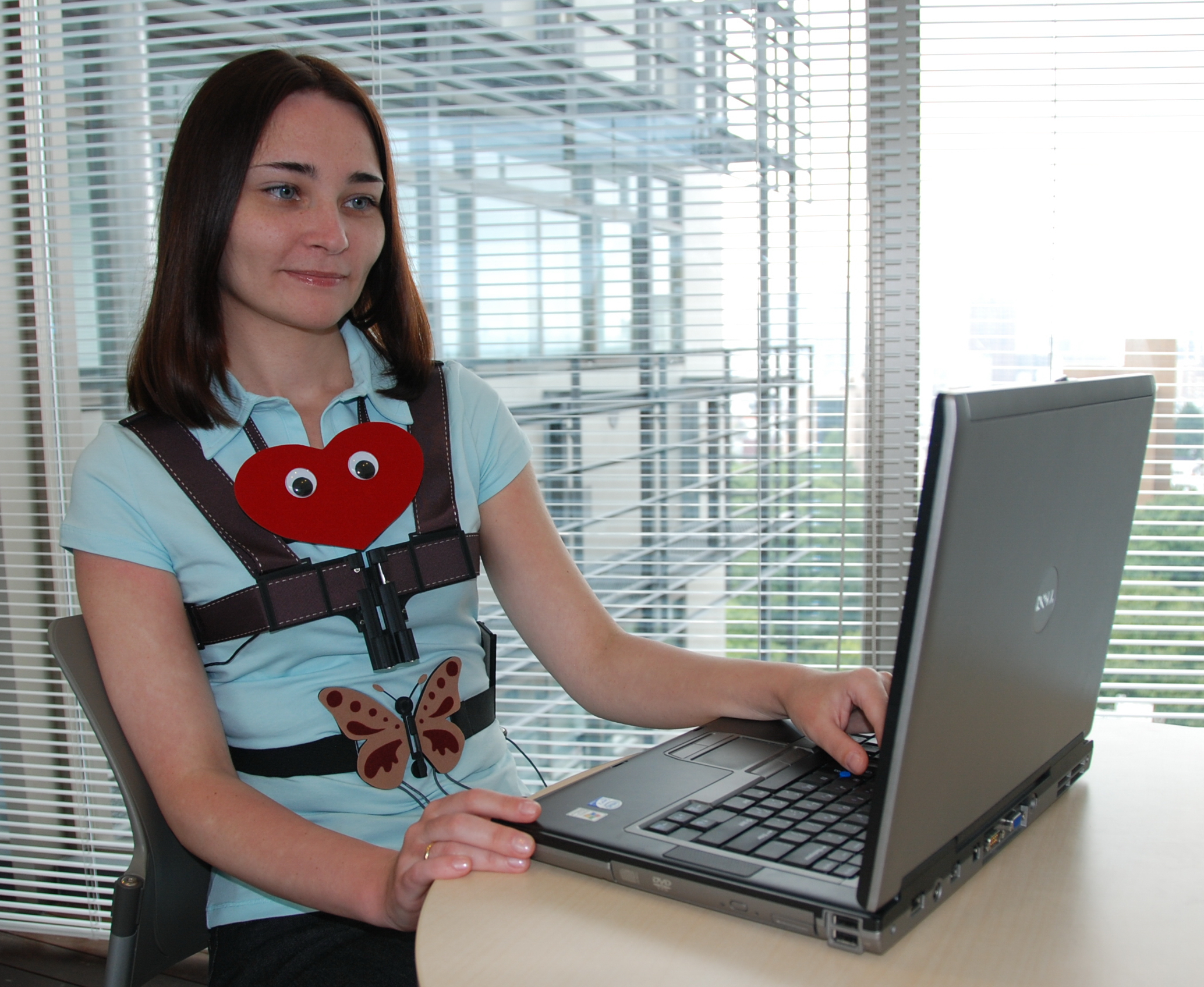
Interakcja człowiek - komputer

Interakcja człowiek–komputer (human-computer interaction, HCI) – interdyscyplinarna nauka zajmująca się projektowaniem interfejsów użytkownika oraz badaniem i opisywaniem zjawisk związanych z używaniem systemów komputerowych przez ludzi.